# Bernard Fanning

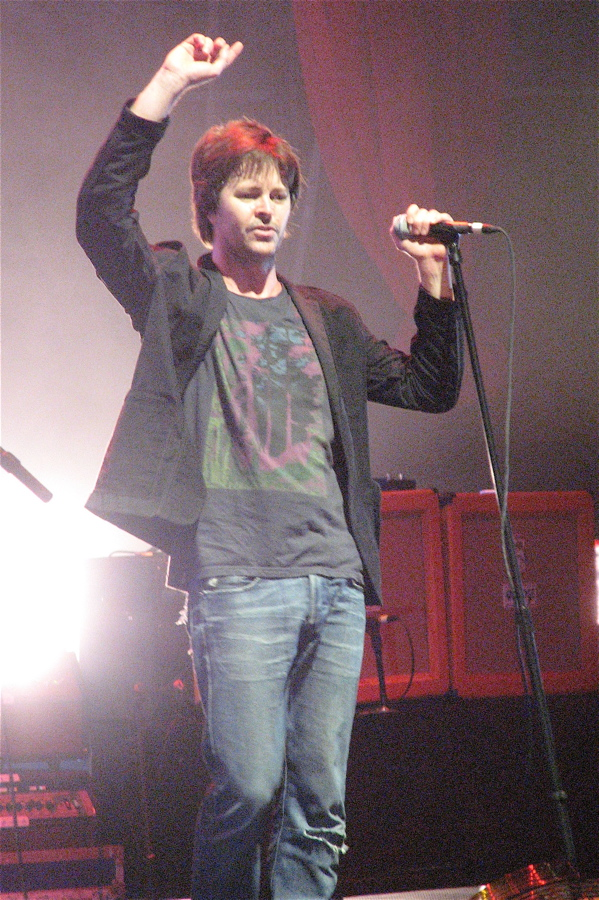
Bernard Fanning (2007)

Bernard Fanning (* 15. August 1969) ist ein australischer Sänger und Frontmann der Rockband Powderfinger und zurzeit als Solokünstler in Australien erfolgreich. Sein erstes Album wurde in Australien bisher fünf Mal mit Platin ausgezeichnet.

## Musikalische Karriere
1989 lernte Bernard Fanning den Musiker Ian Haug kennen, der zu dieser Zeit der Leadsänger von Powderfinger war. Im Alter von 15 besuchte er die St Joseph's college, Gregory Terrace. Fanning trat der Gruppe ebenfalls bei. Zunächst sang er nur im Hintergrund, doch nach einiger Zeit tauschte er die Rolle mit Haug und trat fortan als Leadsänger auf. Außerdem holte er Darren Middleton in die Band, den er noch aus seiner Schulzeit kannte. Für weitere Details zur Bandgeschichte, siehe Powderfinger.
Im Jahr 2003 trat Fanning erstmals solo in Erscheinung: er hatte einen Gastauftritt im Film Ned Kelly und steuerte auch einige Songs für den Soundtrack bei. 2004 veröffentlichte Powderfinger ein Greatest-Hits-Album mit dem Titel Fingerprints: The Best of Powderfinger, 1994-2000 und gab daraufhin bekannt, dass die Band eine kreative Pause einlegen würde. Fanning übernahm die Produktion des Solodebüts seines Freundes Andrew Morris, welches Little by Little heißt, und begann dann mit der Arbeit an seinem ersten eigenen Solo-Albums, welches in Peter Gabriel's Real World Studios aufgenommen wurde. Tea and Sympathy stieg direkt auf Platz 1 der australischen Hitparade ein. Auch die Single-Auskopplungen Wish you well, Songbird sowie die Ballade Watch over me waren sehr erfolgreich.
2006 gab Powderfinger bekannt, dass ein neues Album veröffentlicht werden soll. Dies wurde Anfang 2007 in Los Angeles aufgenommen und im Juni 2007 in Australien veröffentlicht.
Am 9. April 2010 gaben Powderfinger im Rahmen einer Pressekonferenz bekannt, dass sie sich zum Ende des Jahres auflösen wollen. Gerüchten zufolge basiert diese Entscheidung darauf, dass Bernard Fanning mit seiner Familie Australien verlassen möchte um sich in Spanien anzusiedeln.

## Diskografie

### Studioalben
| Jahr | Titel            | Höchstplatzierung, Gesamtwochen, AuszeichnungChartsChartplatzierungen (Jahr, Titel, Platzierungen, Wochen, Auszeichnungen, Anmerkungen) | Anmerkungen                            |
| Jahr | Titel            | AU | Anmerkungen                            |
| ---- | ---------------- | --- | -------------------------------------- |
| 2005 | Tea and Sympathy | AU1 ×5Fünffachplatin · (58 Wo.)AU | Erstveröffentlichung: 31. Oktober 2005 |
| 2013 | Departures       | AU1 Gold · (14 Wo.)AU |                                        |
| 2013 | iTunes Sessions  | AU19 (1 Wo.)AU |                                        |
| 2016 | Civil Dusk       | AU2 (10 Wo.)AU | Erstveröffentlichung: 5. August 2016   |
| 2017 | Brutal Dawn      | AU2 (3 Wo.)AU | Erstveröffentlichung: 26. Mai 2017     |

### Singles
| Jahr | Titel Album                    | Höchstplatzierung, Gesamtwochen, AuszeichnungChartsChartplatzierungen (Jahr, Titel, Album, Platzierungen, Wochen, Auszeichnungen, Anmerkungen) | Anmerkungen                         |
| Jahr | Titel Album                    | AU | Anmerkungen                         |
| ---- | ------------------------------ | --- | ----------------------------------- |
| 2006 | Watch Over Me Tea and Sympathy | AU16 (8 Wo.)AU | Erstveröffentlichung: 26. Juni 2006 |

Weitere Singles
- 2005: Wish You Well (NZ: Platin)